# Speedup
Speedup (englisch für Beschleunigung) ist ein Begriff aus der Informatik und beschreibt mathematisch den Zusammenhang zwischen der seriellen und der parallelen Ausführungszeit eines Programmteils.

## Definition

Der Speedup parallel bearbeiteter Operationen mit unterschiedlichen Eigenschaften auf bis zu 16 CPUs

Der Speedup {\displaystyle S_{p}} einer parallelen Ausführung kann anhand der Gleichung
{\displaystyle S_{p}={\frac {T_{1}}{T_{p}}}}
definiert werden. Dabei stellen {\displaystyle T_{1}} und {\displaystyle T_{p}} die serielle sowie parallele Ausführungszeit dar. Die obige Gleichung wird für eine Messung des realen Speedups herangezogen. Wird der theoretische Wert betrachtet, so kann dieser mittels dem Ausdruck
{\displaystyle S_{p}={\frac {T_{1}}{T_{1}\left(\left(1-f\right)+{\frac {f}{p}}\right)}}}
dargestellt werden. Dabei gilt:
- {\displaystyle p} ist die Anzahl von Prozessoren
- {\displaystyle S_{p}} ist der theoretische Speedup, der erreicht werden kann bei Ausführung des Algorithmus auf {\displaystyle p} Prozessoren
- {\displaystyle T_{1}} ist die Ausführungszeit auf einem Ein-Prozessor-System
- {\displaystyle T_{p}} ist die Ausführungszeit auf einem Mehrprozessorsystem
- {\displaystyle f} (engl. fraction) ist der Anteil von {\displaystyle T_{1}}, welcher parallel ausgeführt werden kann

## Wertebereich
Im Idealfall gilt
{\displaystyle S_{p}=p}
sodass die Ausführungszeit auf {\displaystyle p} Prozessoren genau {\displaystyle p}-mal so schnell ist, als auf nur einem Prozessor. Da jedoch ein Algorithmus nie komplett zu 100 % parallel ausgeführt werden kann, weil es immer einen sequenziellen nicht parallelisierbaren Anteil gibt, ist der Idealfall nie erreichbar (siehe Amdahlsches Gesetz).
Der Wertebereich lässt sich daher festlegen mit
{\displaystyle 1\leq S_{p}\leq p}
wobei der Speedup nur dann 1 ist, falls der komplette Algorithmus nicht parallelisierbar ist und daher auf mehreren Prozessoren genauso schnell abgearbeitet wird, wie auf nur einem Prozessor.